# Mount Kenya University

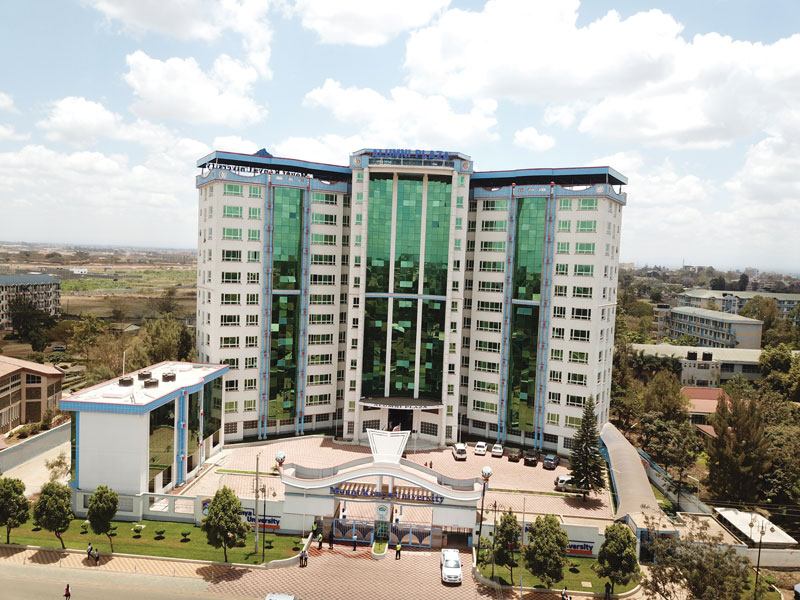
Hauptgebäude am Alumni Plaza des MKU-Campus in Thika

Die Mount Kenya University (MKU) ist eine private Universität in Kenia, deren Verwaltungssitz und Hauptcampus sich in Thika befindet, rund 40 Kilometer nordöstlich von Nairobi. Darüber hinaus gibt es mehrere Außenstellen in Kenia, Ruanda und Uganda.
Eigenen Angaben zufolge weist die MKU zurzeit rund 40.000 Studierende und mehr als 110.000 ehemalige Studierende auf (Stand: Mai 2022).

## Gründung
Vorläufer der MKU war das 1996 von dem Unternehmer Simon Gicharu gegründete Thika Institute of Technology, zu dessen Auftrag es gehörte, die Nutzung der Informations- und Kommunikationstechnologien – der Mobiltelefonie und der Computer – in Kenia durch Outreach-Programme zu fördern. Daraus ging im Jahr 2000 ein Commercial College hervor, das Kurse für Management und Computeranwendungen anbot und im gleichen Jahr vom kenianischen Ministerium für Bildung, Wissenschaft und Technologie als vollwertige Hochschuleinrichtung anerkennt wurde. In den folgenden Jahren wurden die Studienangebote erweitert, u. a. um weitere wirtschaftswissenschaftliche Themen und Alternativmedizin. 2006 genehmigte die kenianischen Aufsichtsbehörde Commission for Higher Education eine Zusammenarbeit mit der benachbarten Jomo Kenyatta University of Agriculture and Technology, wodurch das Absolvieren der College-Kurse mit einem regulären Hochschuldiplom abgeschlossen werden konnte. Schließlich genehmigte die Commission for Higher Education 2008 auch die Gründung einer vollwertigen, privat finanzierten Universität mit dem Thika Institute of Technology als Vorläufer.

## Fachrichtungen
Zur Mount Kenya University gehören heute drei Institute
- Institute of Security Studies, Justice and Ethics
- Institute of Film, Creative and Performing Arts
- Equip Africa Institute

Ferner gehören zur Mount Kenya University drei Colleges
- College of Graduate Studies and Research
- Equip Africa College of Medical and Health Sciences
- College of Health Sciences

Zum College of Health Sciences gehören
- Medical School
- School of Nursing
- School of Clinical Medicine
- School of Pharmacy
- School of Public Health
- Zahnmedizin

Weitere Fachbereiche sind
- School of Business and Economics
- School of Education
- School of Social Sciences
- School of Computing and Informatics
- School of Pure and Applied Sciences
- School of Law
- School of Engineering, Energy and the Built Environment
- School of Hospitality, Travel & Tourism Management

## Belege
1. ↑  MKU invites new students to register for May 2022 Intake.
2. ↑  Mount Kenya University: Our history. Auf: mku.ac.ke, zuletzt eingesehen am 25. Februar 2024.